# Papstbesuch in Deutschland 2011

Logo des Papstbesuches 2011

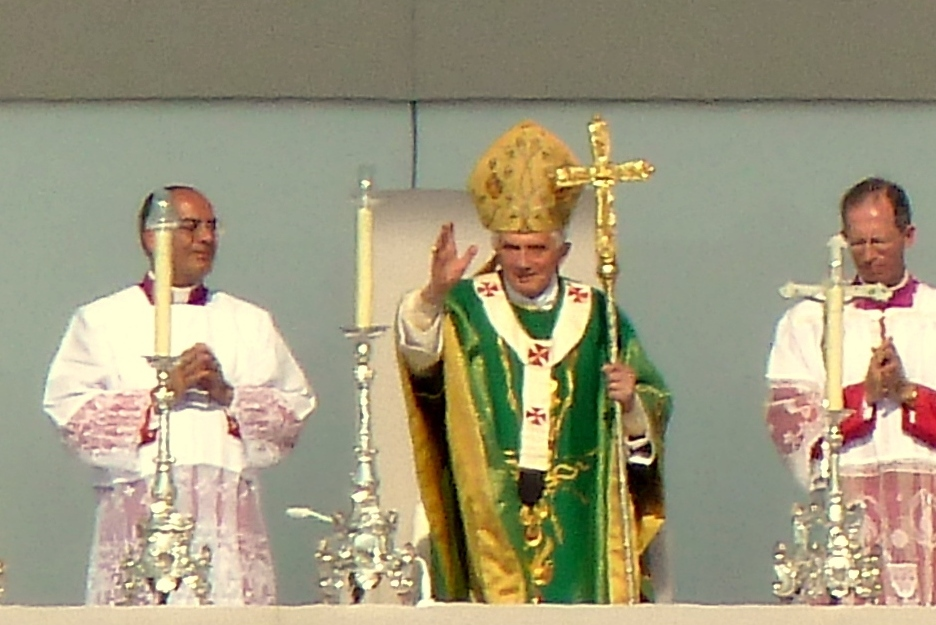
Benedikt XVI. bei der Sonntagsmesse in Freiburg

Der Papstbesuch in Deutschland 2011 war die 21. apostolische Reise Benedikts XVI. und der dritte Besuch in Deutschland seit Beginn seines Pontifikats. Er fand vom 22. bis zum 25. September 2011 statt. Das Motto der Reise lautete: „Wo Gott ist, da ist Zukunft“.

## Vorbereitung
Neben den Vorbereitungen der Deutschen Bischofskonferenz und der gastgebenden Bistümer Berlin, Erfurt und Freiburg fand vom 6. bis zum 10. Februar 2011 die Vorbereitungsreise des Heiligen Stuhls statt, die von Reisemarschall Alberto Gasbarri durchgeführt wurde. Während der Vollversammlung der Deutschen Bischofskonferenz wurden am 15. März das Motto und das Logo der Papstreise sowie deren geplanter Verlauf vorgestellt. Während die ursprünglichen Planungen vorsahen, die Heilige Messe am 22. September in Berlin vor dem Schloss Charlottenburg zu feiern, wurde am 15. Juni bekanntgegeben, dass der Gottesdienst aufgrund der hohen Zahl der Anmeldungen im Berliner Olympiastadion stattfinden würde. Im April 2011 bestätigte der Papst Programm und den Reiseverlauf. Das vollständige Programm des Papstbesuches wurde am 20. Juli 2011 veröffentlicht. Am 11. August wurde das Anmeldeverfahren für den Gottesdienst im Olympiastadion wegen des großen Interesses vorläufig ausgesetzt, da über 64.000 Anmeldungen vorlagen.
Im Vorfeld und zur Einstimmung auf den Besuch sprach Papst Benedikt XVI. am 17. September 2011 im Ersten „Das Wort zum Sonntag“. In der vierminütigen Sendung betonte der Papst, dass er sich auf den Deutschlandbesuch freue und seine Reise weder Show noch religiöser Tourismus sei. Er wolle vielmehr, dass Gott wieder in unser Blickfeld trete.

## Reiseverlauf

### Berlin

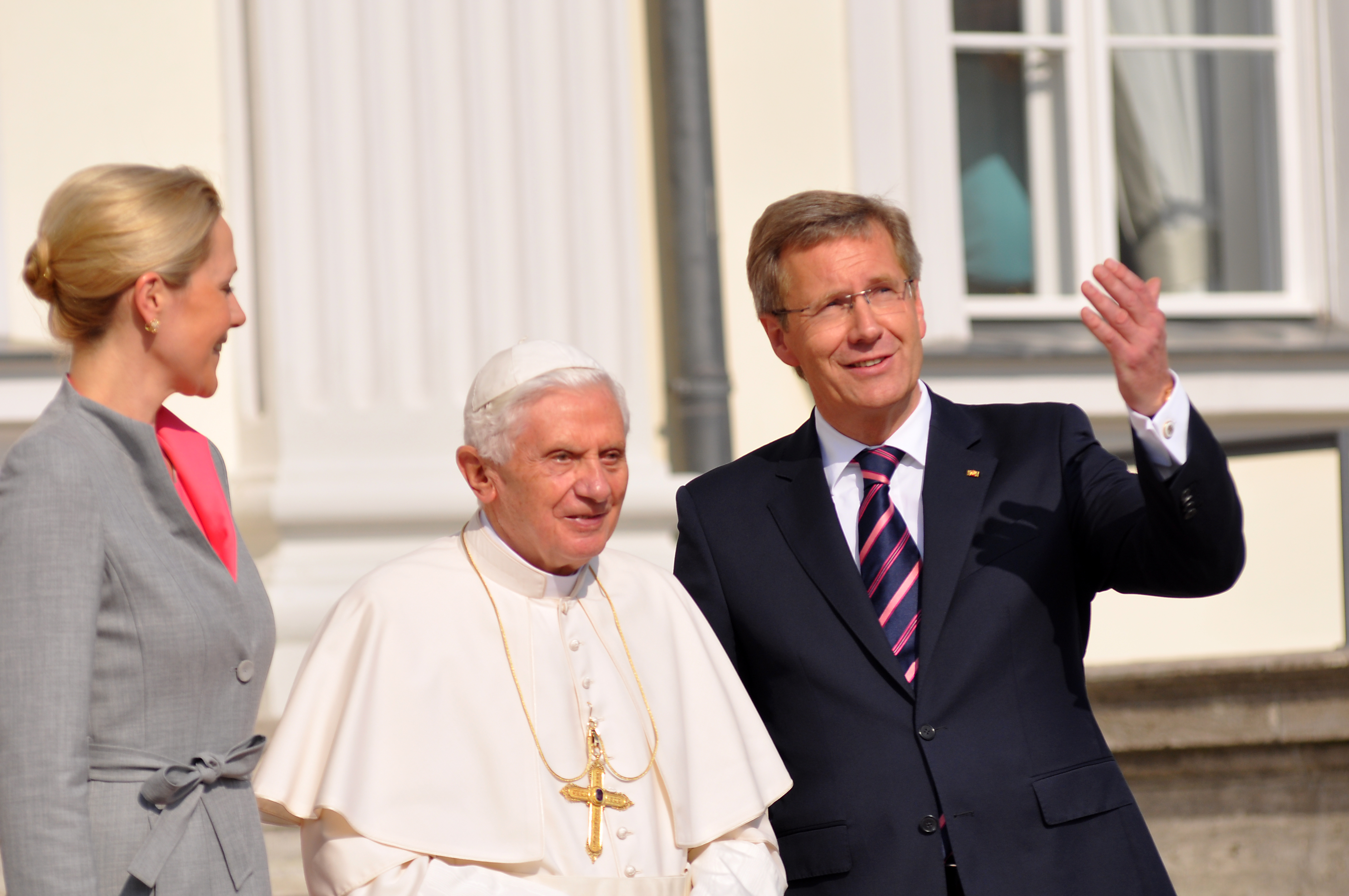
Papstempfang beim Bundespräsidenten

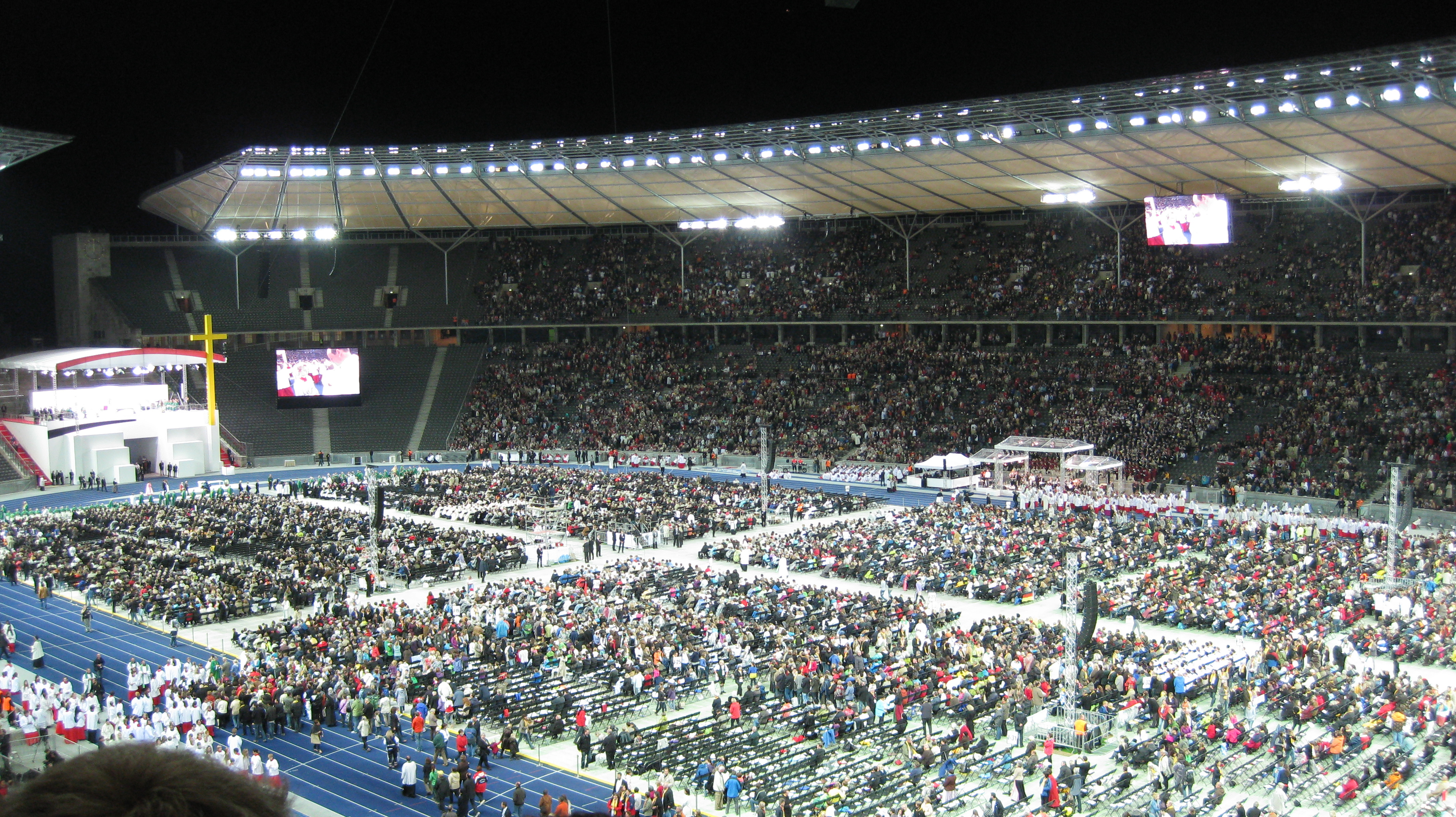
Papst Benedikt XVI. feierte mit rund 61.000 Gläubigen die Heilige Messe im Olympiastadion Berlin.

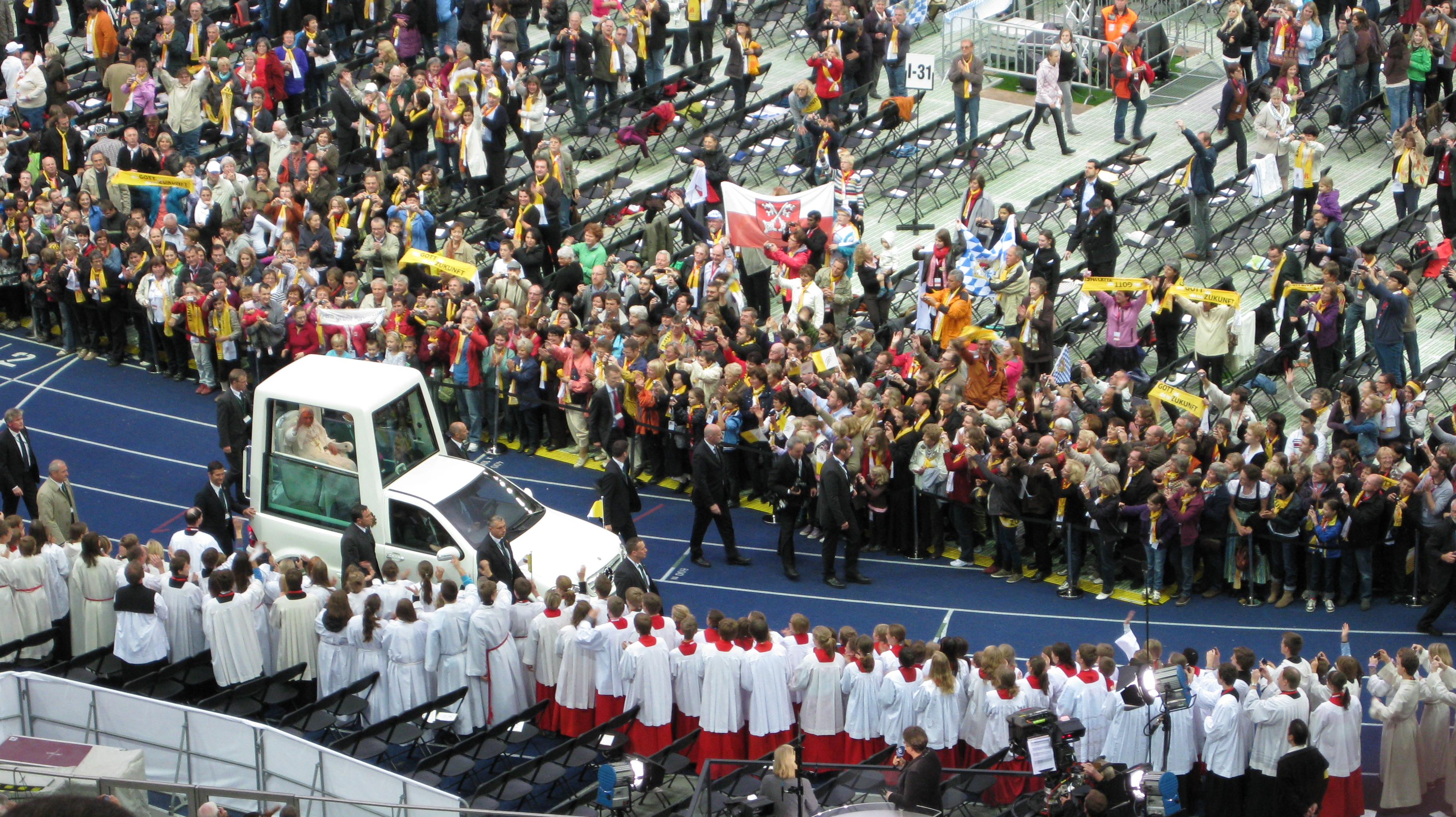
Ehrenrunde mit dem Papamobil durch das Olympiastadion.

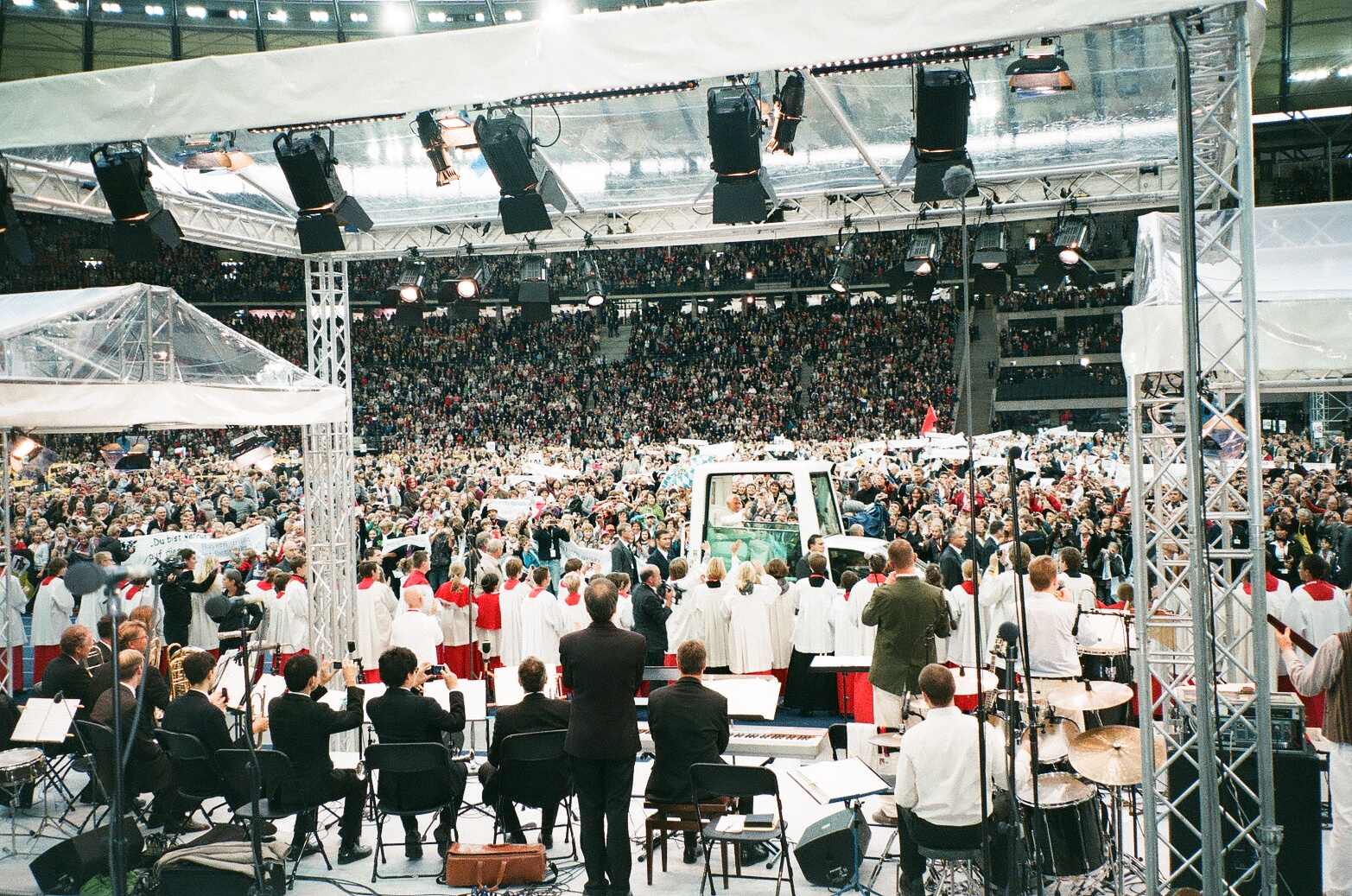
Musiktribüne

#### Ankunft und Empfang
Der Besuch begann am Morgen des 22. September 2011, als das Flugzeug des Papstes in den deutschen Luftraum einflog und mit einer Eskorte von vier Eurofightern nach Berlin geleitet wurde. Nach der Landung auf dem Flughafen Berlin-Tegel wurde Papst Benedikt XVI. unter anderem von Bundespräsident Christian Wulff, Bundeskanzlerin Angela Merkel und dem Apostolischen Nuntius in Deutschland, Erzbischof Jean-Claude Périsset begrüßt. Der Papst wurde unter anderem vom vatikanischen Kardinalstaatssekretär Tarcisio Bertone und vom Kurienkardinal Kurt Koch begleitet.
Danach fuhr der Papst zum offiziellen Empfang in das Schloss Bellevue. In seiner Begrüßungsansprache verwies Bundespräsident Wulff auf die Verantwortung der Kirche in der modernen Welt und zeigte sich zuversichtlich, dass der Heimatsbesuch des Papstes eine Stärkung der Christen und eine Orientierungshilfe für alle mitbringe. Er dankte auch für den Beitrag der Kirche, insbesondere von Papst Johannes Paul II., zur Wiedervereinigung Deutschlands und Europas. Benedikt XVI. beklagte in seiner Ansprache unter anderem eine zunehmende Gleichgültigkeit in der Gesellschaft gegenüber der Religion. Der Papst hob zudem den religiösen Charakter seiner Reise hervor. Er sei nicht in erster Linie gekommen, „wie es andere Staatsmänner zu Recht tun, um bestimmte politische und wirtschaftliche Ziele zu verfolgen, sondern um den Menschen zu begegnen und über Gott zu sprechen“.
Anschließend begab sich der Papst in die Katholische Akademie in Berlin und zum Sitz der Deutschen Bischofskonferenz, zu einem Gespräch mit der Bundeskanzlerin.

#### Bundestagsrede
Am Nachmittag hielt Benedikt XVI. als erster Papst eine Rede vor dem Deutschen Bundestag im Reichstagsgebäude. Die Einladung zu dieser Rede gelte ihm als Papst, als Bischof von Rom, der die oberste Verantwortung für die katholische Christenheit trage. Er spreche [aber] auch als Landsmann, hob er hervor, „der die Geschicke der deutschen Heimat mit Anteilnahme verfolgt“. In seiner stark philosophisch-theologisch geprägten, grundsatzpolitischen Rede über die Entwicklung des Rechts (Rechtspositivismus versus Naturrecht), betonte er, das Recht sei als Grundlage jedes Staatswesens unverzichtbar und werfe daher die – für Politiker eines freiheitlichen Rechtsstaates entscheidende – Frage auf, wie die Politik „zwischen Gut und Böse, zwischen wahrem Recht und Scheinrecht unterscheiden [könne]“. In einem Großteil der rechtlich zu regelnden Materien könne die Mehrheit ein genügendes Kriterium sein, es sei aber offenkundig, dass „in den Grundfragen des Rechts, in denen es um die Würde des Menschen und der Menschheit geht, das Mehrheitsprinzip nicht ausreicht“. Das Christentum, so betonte er, habe dem Staat und der Gesellschaft „nie ein Offenbarungsrecht, nie eine Rechtsordnung aus Offenbarung vorgegeben“. Stattdessen habe es aber schon seit Paulus auf Natur und Vernunft als die wahren Rechtsquellen verwiesen. So definiere sich auch Gewissen „als die der Sprache des Seins geöffnete Vernunft“. Unter Bezug auf die Anfang des 20. Jahrhunderts von Hans Kelsen entwickelte Reine Rechtslehre wies er allerdings auf das inzwischen fast allgemein angenommene positivistische Verständnis von Natur und Vernunft hin. Ein positivistischer Naturbegriff könne aber keine Brücke zu Ethos und Recht herstellen. Das Gleiche gelte auch für die Vernunft in einem positivistischen Verständnis. Was nicht verifizierbar oder falsifizierbar sei, gehöre danach nicht in den Bereich der Vernunft im strengen Sinn. Wo aber „die alleinige Herrschaft der positivistischen Vernunft gilt – und das ist in unserem öffentlichen Bewußtsein weithin der Fall –, da sind die klassischen Erkenntnisquellen für Ethos und Recht außer Kraft gesetzt“. Eine wesentliche Absicht seiner Bundestagsrede sei es, über diese dramatische Situation eine notwendige öffentliche Diskussion zu initiieren. Denn diese Situation verkleinere den Menschen, ja sie bedrohe seine Menschlichkeit. „Ich sage das gerade im Hinblick auf Europa, in dem weite Kreise versuchen, nur den Positivismus als gemeinsame Kultur und als gemeinsame Grundlage für die Rechtsbildung anzuerkennen, alle übrigen Einsichten und Werte unserer Kultur in den Status einer Subkultur verweisen und damit Europa gegenüber den anderen Kulturen der Welt in einen Status der Kulturlosigkeit gerückt und zugleich extremistische und radikale Strömungen herausgefordert werden“. Zur Frage, wie Vernunft also wieder ihre Größe finden und Natur wieder in ihrer wahren Tiefe, in ihrem Anspruch und mit ihrer Weisung erscheinen könnte, erinnerte er, „in der Hoffnung, nicht allzusehr mißverstanden zu werden und nicht zu viele einseitige Polemiken hervorzurufen“, an das Auftreten der ökologischen Bewegung in der deutschen Politik. Jungen Menschen sei bewusst geworden, dass die Erde selbst ihre Würde in sich trage und wir ihrer Weisung folgen müssten. Es gäbe jedoch auch „eine Ökologie des Menschen. Auch der Mensch hat eine Natur, die er achten muß und die er nicht beliebig manipulieren kann. Der Mensch ist nicht nur sich selbst machende Freiheit. Der Mensch macht sich nicht selbst. Er ist Geist und Wille, aber er ist auch Natur, und sein Wille ist dann recht, wenn er auf die Natur hört, sie achtet und sich annimmt als der, der er ist und der sich nicht selbst gemacht hat. Gerade so und nur so vollzieht sich wahre menschliche Freiheit.“ Er fragte, ob es denn wirklich sinnlos sei zu bedenken, ob die objektive Vernunft, die sich in der Natur zeige, nicht eine schöpferische Vernunft, einen Creator Spiritus voraussetzt, dessen Wille gewisse Normen in sie hineingelegt hätte. Von der Überzeugung eines Schöpfergottes hergeleitet, sei die Idee der Menschenrechte, die Idee der Gleichheit vor dem Recht, die Erkenntnis der Unantastbarkeit der Menschenwürde und das Wissen um die Selbstverantwortung entwickelt worden. Die aus der Begegnung von Jerusalem, Athen und Rom gebildete innere Identität Europas, habe „Maßstäbe des Rechts gesetzt, die zu verteidigen uns in unserer historischen Stunde aufgegeben ist“.
Etwa 50 der insgesamt 620 Abgeordneten blieben der Rede fern, da sie das Verfassungsgebot der Trennung von Kirche und Staat verletzt sahen. Während der Rede des Papstes im Deutschen Bundestag protestierten mehrere tausend Demonstranten auf dem Potsdamer Platz gegen den Besuch und die aus ihrer Sicht „menschenfeindliche Geschlechter- und Sexualpolitik des Papstes“.
Nach seiner Rede begegnete der Pontifex Vertretern des Zentralrates der Juden.

#### Gottesdienst
Am Abend zelebrierte Benedikt XVI. eine Heilige Messe im Olympiastadion, an der 61.000 Menschen teilnahmen. Unter den Mitfeiernden war die gesamte Staatsführung vertreten durch den Bundespräsidenten, die Bundeskanzlerin, Bundesratspräsidentin Hannelore Kraft, Bundestagspräsident Norbert Lammert, der Regierende Bürgermeister von Berlin, Klaus Wowereit, sowie zahlreiche Bundesminister und Abgeordnete des Deutschen Bundestages.
Zeitgleich zur Messe zogen die Demonstranten vom Potsdamer Platz zur St. Hedwigs-Kathedrale, der Hauptkirche der Berliner Katholiken; auch daran nahmen Bundestagsabgeordnete teil.
Am Morgen des 23. September traf der Papst vor seiner Abreise nach Erfurt in der Apostolischen Nuntiatur in Berlin mit Vertretern des Islams in Deutschland zusammen.

### Erfurt
Empfang

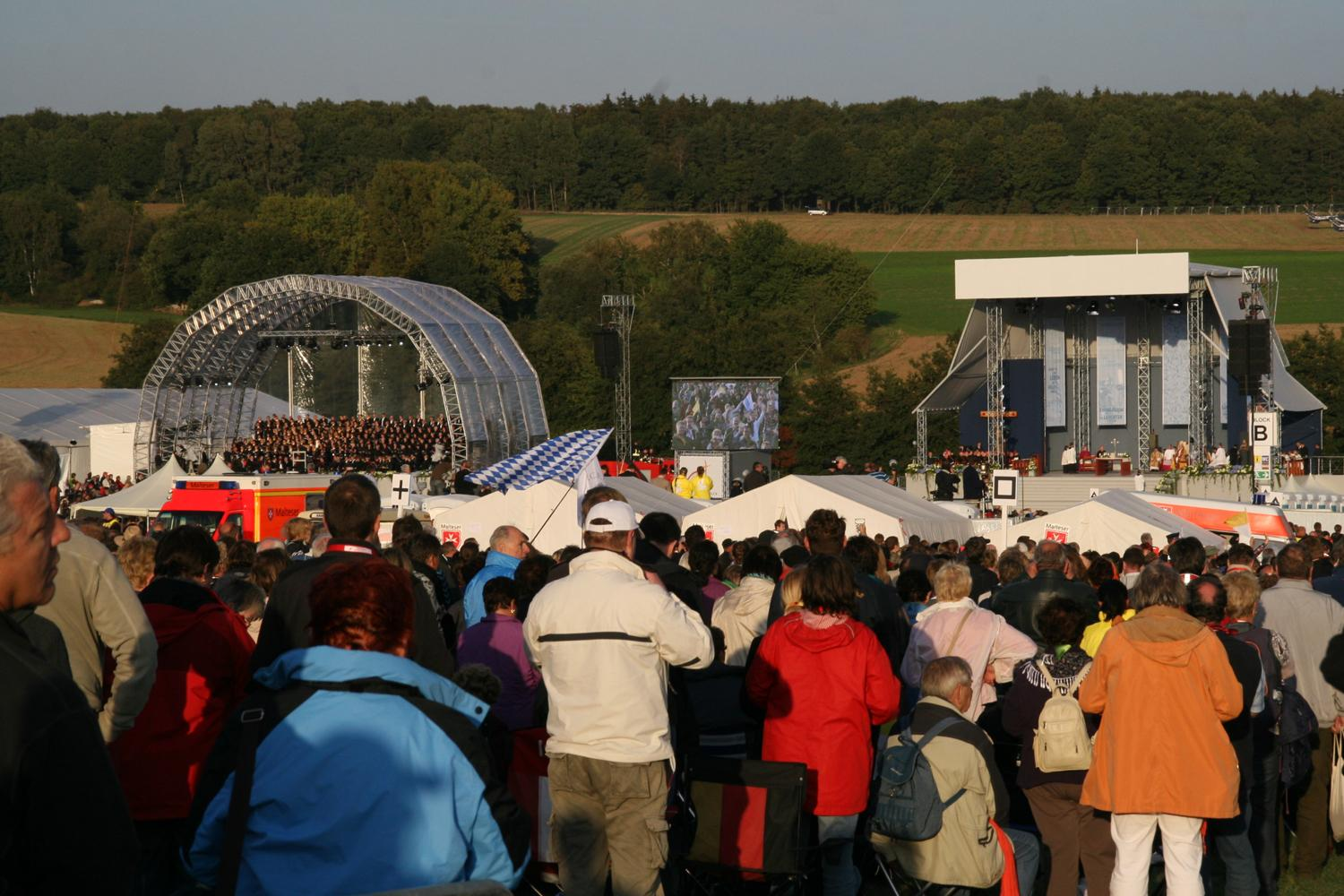
Marienvesper mit Papst Benedikt auf dem Pilgerfeld bei der Wallfahrtskapelle Etzelsbach

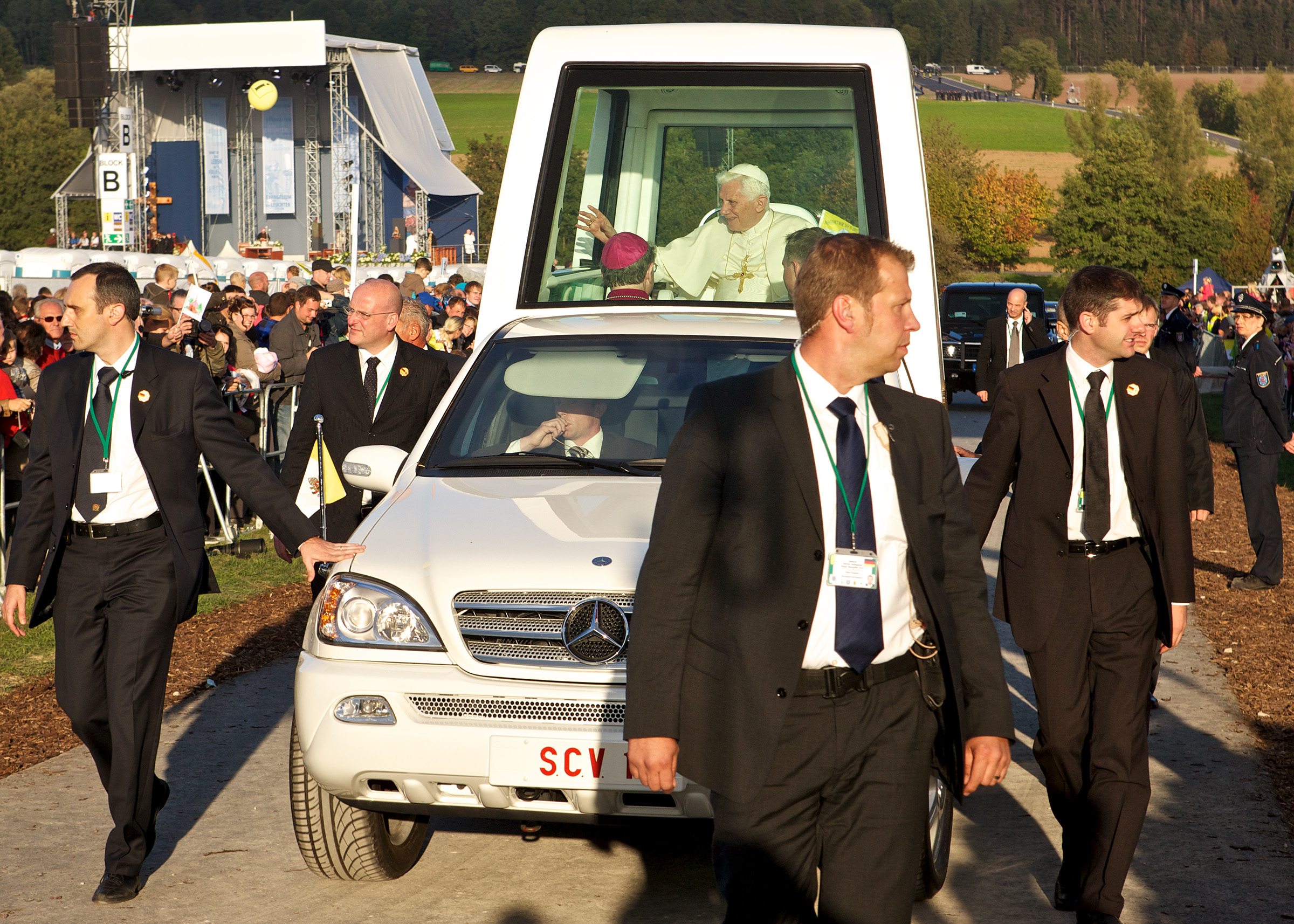
Papst Benedikt XVI fotografiert von Oliver Mark in seinem Papamobil im Marienwallfahrtsort Etzelsbach

Danach flog er vom Flughafen Tegel nach Erfurt. Auf dem Flughafen Erfurt-Weimar erwarteten ihn Thüringens Ministerpräsidentin Christine Lieberknecht sowie die Ministerpräsidenten von Sachsen und Sachsen-Anhalt, Stanislaw Tillich und Reiner Haseloff. Als erster Papst besuchte er die Gläubigen in den östlichen Bundesländern und zugleich mit Thüringen ein Kernland der Reformation.
Benedikt XVI. wurde anschließend im Erfurter Dom von Bischof Joachim Wanke empfangen. Anschließend begegnete er im Kapitelsaal des Augustinerklosters Erfurt, dem Kloster, in das der Reformator Martin Luther eingetreten war, den führenden Vertretern der evangelischen Kirche in Deutschland. Nach dem Treffen feierte der Papst in Gemeinschaft mit Präses Bischof Nikolaus Schneider einen ökumenischen Gottesdienst.
Gottesdienste
Am Abend flog Benedikt XVI. mit einem Hubschrauber zur Wallfahrtskapelle Etzelsbach im Eichsfeld. Dort feierte er mit 90.000 Pilgern auf dem Pilgerfeld bei der Kapelle eine marianische Vesper. Danach flog Benedikt XVI. zurück nach Erfurt, wo er im Priesterseminar mit Opfern sexuellen Missbrauchs durch Priester und kirchliche Mitarbeiter zusammentraf. Dabei sprach er den Betroffenen sein tiefes Mitgefühl und Bedauern aus. Anschließend begegnete Benedikt XVI. Menschen, die sich um Missbrauchsopfer kümmern und ihnen helfen. Diese Treffen gehörten nicht zum offiziellen Besuchsprogramm des Papstes, Benedikt XVI. hat solche Treffen aber am Rande seiner apostolischen Reisen in den letzten Jahren wiederholt durchgeführt. Das Treffen wurde vom Sprecher des SNAP (Survivors Network of those Abused by Priests) als „bedeutungslose Geste“ kritisiert.
Am 24. September feierte Benedikt XVI. morgens die Heilige Messe auf dem Erfurter Domplatz vor rund 30.000 Gläubigen. Der Papst würdigte den Beitrag ostdeutscher Christen zum Mauerfall. „Die neue Freiheit“ habe geholfen, „dem Leben der Menschen größere Würde und vielfältige neue Möglichkeiten zu eröffnen“, sagte Benedikt XVI. Danach flog der Pontifex zu seiner letzten Station seines Besuches nach Freiburg.

### Freiburg
Empfang

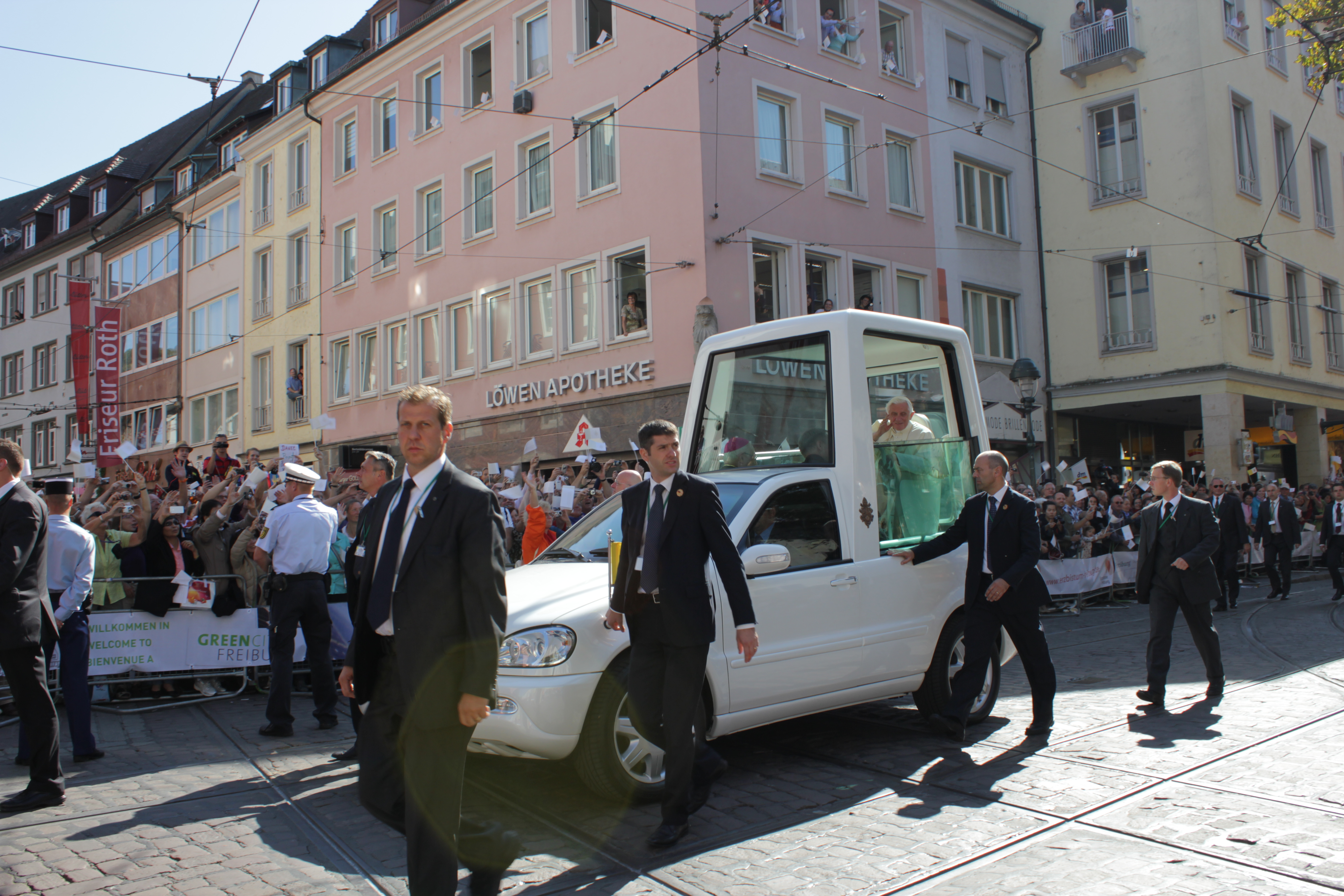
Fahrt mit dem Papamobil durch die Freiburger Innenstadt

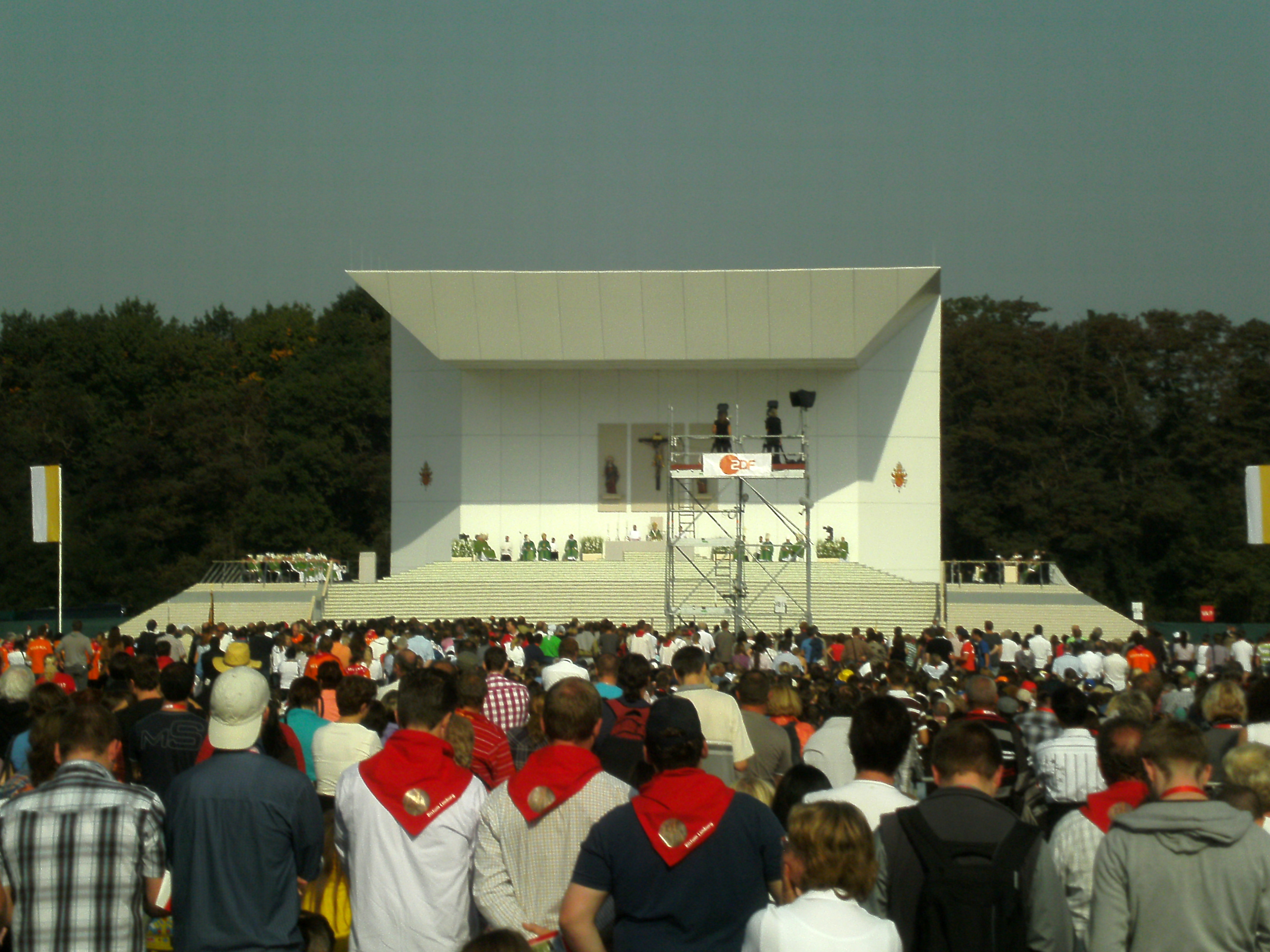
Heilige Messe in Freiburg

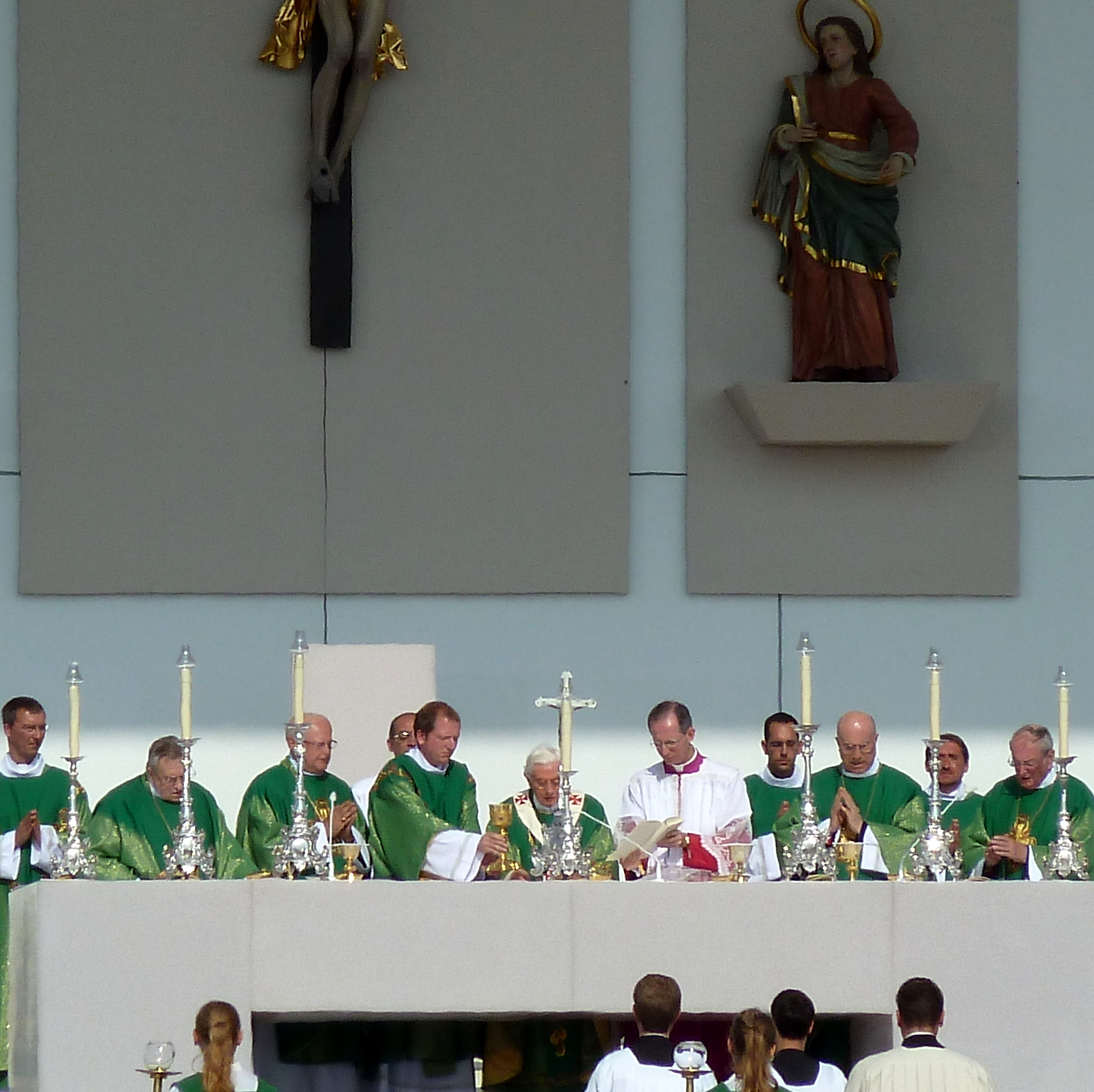
Hochgebet in Freiburg

Nach der Landung auf dem Flughafen Lahr und der Begrüßung durch den Ministerpräsidenten von Baden-Württemberg, Winfried Kretschmann, führte Benedikt XVI. mit diesem ein kurzes Gespräch, bevor er weiter nach Freiburg fuhr, um nach einer kurzen Fahrt mit dem Papamobil durch die Innenstadt, die von Glockengeläut begleitet wurde, das Freiburger Münster zu besuchen und den Engel des Herrn zu beten. Anschließend begrüßte ihn der Erzbischof von Freiburg und Vorsitzende der Deutschen Bischofskonferenz Robert Zollitsch auf dem Münsterplatz. Während der kurzen Feier vor dem Münster richtete der Papst einen Gruß an die Stadtbevölkerung. Benedikt XVI. war der erste Papst, der Freiburg besuchte.
Priesterseminar
Später kam Benedikt XVI. mit Helmut Kohl im Priesterseminar Freiburg zusammen. Der frühere Bundeskanzler wurde von seiner Ehefrau Maike Kohl-Richter begleitet. Der Papst würdigte die Leistung Kohls für die Deutsche Einheit und Europa. Im Priesterseminar traf er auch Vertreter der orthodoxen Kirchen und rief zu einem gemeinsamen Einsatz aller Christen gegen antireligiöse Tendenzen in der Gesellschaft auf. Er begegnete ebenfalls den Priesteramtskandidaten des Seminars und dem Präsidium des Zentralkomitees der deutschen Katholiken.
Gottesdienste
Am Abend feierte Benedikt XVI. zusammen mit 30.000 Jugendlichen eine Vigil mit eucharistischer Anbetung auf dem Gelände der Messe Freiburg.
Am 25. September feierte der Papst mit 100.000 Menschen auf dem Gelände des Flugplatzes Freiburg den Sonntagsgottesdienst. Benedikt XVI. rief in seiner Predigt die Katholiken zur Einheit und zu christlicher Demut auf. Die deutsche Kirche werde die Herausforderungen der Gegenwart und Zukunft bestehen, wenn Priester, Ordensleute und Laien „in Einheit zusammenarbeiten“, sagte er. An der Messe, die vom vatikanischen Kardinalstaatssekretär Tarcisio Bertone, Erzbischof Robert Zollitsch und den Kardinälen Karl Lehmann und Joachim Meisner mitzelebriert wurde, nahmen die Ortsbischöfe aller 27 Diözesen Deutschlands teil.
Treffen und Abflug
Im Anschluss an die Messe fand ein Mittagessen mit den Mitgliedern der Deutschen Bischofskonferenz statt. Nachmittags traf Benedikt XVI. mit Bundesverfassungsrichtern im Priesterseminar von Freiburg zusammen. Zum Abschluss seiner Reise hielt der Papst im Konzerthaus von Freiburg eine Rede, zu der prominente Katholiken aus Kirche, Politik und Gesellschaft geladen waren. Am frühen Abend führte Benedikt XVI. auf dem Flughafen Lahr ein letztes, kurzes Gespräch mit dem Bundespräsidenten, der in seiner Abschiedsrede den Papst zu einer baldigen – auch privaten – Wiederkehr in die Heimat einlud. Danach flog der Papst zum wiederholten Mal mit dem Lufthansa-Airbus A320 „Regensburg“ zurück nach Rom.

## Besuchsprogramm

### Donnerstag, 22. September 2011
Erzbistum Berlin:
10:30 Uhr – Ankunft am Flughafen Berlin-Tegel
11:15 Uhr – Offizielle Begrüßung durch den Bundespräsidenten Christian Wulff im Schloss Bellevue
12:50 Uhr – Begegnung mit Bundeskanzlerin Angela Merkel
16:15 Uhr – Besuch des Deutschen Bundestages und Rede
17:15 Uhr – Begegnung mit der jüdischen Gemeinde
18:30 Uhr – Heilige Messe im Olympiastadion

### Freitag, 23. September 2011
09:30 Treffen mit Vertretern der muslimischen Gemeinde in Deutschland (mit 15 Mitgliedern von Verbänden, Mitarbeitern von Hilfsorganisationen und Islam-Lehrern)
Bistum Erfurt:
10:00 Uhr – Flug von Berlin-Tegel nach Erfurt
10:45 Uhr – Ankunft auf dem Flughafen Erfurt-Weimar
11:15 Uhr – Begrüßung im Dom zu Erfurt
11:45 Uhr – Gespräch mit Vertretern der Evangelischen Kirche in Deutschland im Augustinerkloster, ökumenischer Wortgottesdienst
16:30 Uhr – Hubschrauberflug zur Wallfahrtskapelle von Etzelsbach
17:45 Uhr – marianische Vesper in Etzelsbach
18:45 Uhr – Hubschrauberflug nach Erfurt

### Samstag, 24. September 2011
09:00 Uhr – Heilige Messe auf dem Domplatz zu Erfurt
11:50 Uhr – Flug von Erfurt nach Lahr
Erzbistum Freiburg:
12:50 Uhr – Ankunft auf dem Flughafen Lahr
14:00 Uhr – Besuch des Freiburger Münsters und Begrüßung auf dem Münsterplatz
danach: Begegnung mit Seminaristen des Priesterseminars und Begegnung mit Helmut Kohl
17:15 Uhr – Begegnung mit Vertretern der orthodoxen Kirchen
18:00 Uhr – Gespräch mit dem Präsidium des Zentralkomitees der deutschen Katholiken
19:00 Uhr – Gebetsvigil mit Jugendlichen auf dem Messegelände Freiburg

### Sonntag, 25. September 2011
10:00 Uhr – Heilige Messe
13:00 Uhr – Mittagessen mit den Mitgliedern der Deutschen Bischofskonferenz
16:00 Uhr – Treffen mit dem Gerichtspräsidenten und weiteren Mitgliedern des Bundesverfassungsgerichtes im Katholischen Priesterseminar in Freiburg
17:00 Uhr – Rede im Konzerthaus Freiburg, Treffen mit engagierten Katholiken aus Kirche und Politik
18:00 Uhr – Fahrt zum Flughafen Lahr
19:15 Uhr – Flug von Lahr nach Rom

## Kosten
Nach einem Bericht der Neuen Ruhr Zeitung unter Berufung auf Angaben der katholischen Kirche wendet die Kirche für den Besuch des Papstes etwa 25 Millionen Euro auf. Der Altar für die Messe im Berliner Olympiastadion mit 70.000 Gottesdienstbesuchern wird mit rund 400.000 Euro veranschlagt. Hinzu kommen Kosten, die die Länder tragen. Berlin und Thüringen haben hierzu jedoch keine Angaben gemacht. Das Land Baden-Württemberg hat fünf Millionen Euro für Sicherheitsmaßnahmen und weitere 300.000 Euro für Sanitäts- und Rettungspersonal bereitgestellt. Die Stadt Freiburg hat 300.000 Euro für zusätzliche Aufwendungen zum Papstbesuch eingeplant.
Für den Gottesdienst im Olympiastadion werden 3,5 Mio. Euro veranschlagt. Der Berliner Erzbischof Woelki verteidigte die hohen Kosten in einem Hirtenbrief: „Das mag ihnen sehr viel vorkommen und das ist auch sehr viel“; die Kosten würden jedoch nicht „[...] zu Lasten unseres sozialen und caritativen Engagements gehen.“
Um die Kosten gering zu halten, werden Gebrauchsgegenstände wie Bänke und Zelte, die extra für die Gottesdienste angeschafft wurden, im Anschluss weiterverkauft. Von den 5000 Bänken aus Freiburg wurden bis Ende 2011 bereits 4200 Exemplare für 410 Euro pro Stück verkauft. Zum Ende des Jahres 2011 schuf der Künstler Marco Schuler aus 30 Bänken sein Werk Orbi, das seitdem das Gipfelkreuz des Belchens in Form eines Kubus verhüllt.

## Öffentliche Rezeption des Papstbesuches
Einer repräsentativen Umfrage des Meinungsforschungsinstituts YouGov zufolge haben 60 % der Bundesbürger keine oder eine neutrale Meinung zum Papstbesuch, während 31,1 % den Papstbesuch als positiv empfinden. Nur 8,1 % äußerten sich negativ. Insgesamt 44 Prozent der Deutschen freuten sich Ende August 2011 auf den Besuch des Papstes, 69 Prozent der Katholiken, aber auch 47 Prozent der Protestanten. Dennoch misst die Mehrheit der Deutschen dem Papstbesuch laut einer repräsentativen Forsa-Umfrage keine große Bedeutung zu. 86 % der Bevölkerung halten den Papstbesuch für überhaupt nicht wichtig oder eher unwichtig, 14 % für wichtig. Unter den Katholiken liegt der Anteil der Bevölkerung, die den Papstbesuch als wichtig einstufen, bei 36 %.

## Kontroversen und Proteste

### Papstrede im Bundestag
Die Rede des Papstes vor dem Bundestag wurde im Dezember 2010 im Ältestenrat besprochen und angekündigt. Bundestagspräsident Norbert Lammert reagierte erfreut, dass der Papst dieser Einladung gefolgt sei, es gebe einen „ganz breiten Konsens“ in allen Fraktionen, dass der Hauptstadtbesuch von einer Rede vor dem Bundestag begleitet werde. Im September 2006 hatte die Einladung des Papstes durch Norbert Lammert im Bundestag zu Unmut geführt, weil sie ohne Rücksprache mit den Gremien erfolgt war. Am 30. Mai 2011 bereitete Lammert das Gespräch bei einer Privataudienz beim Papst vor. Nur ein enger Personenkreis darf als Gast vor dem Bundestag sprechen. Es handelt sich dabei unter anderem um Staatsoberhäupter und Redner aus Anlass besonderer Gedenktage.
Die Papstrede wurde in Politik und Gesellschaft unterschiedlich beurteilt. Der Sprecher für Kirchenpolitik und interreligiösen Dialog von Bündnis 90/Die Grünen, Josef Winkler, gab seiner Erwartung Ausdruck, dass der Papst eine „wegweisende Rede“ halten werde, die Impulse gebe, die in der politischen Arbeit zu verwenden seien. Der Beauftragte für Kirchen und Religionsgemeinschaften der SPD-Fraktion, Siegmund Ehrmann, erwartete das Ansprechen von Gegenständen, die in der Gesellschaft von Relevanz seien. Der religionspolitische Sprecher der Linksfraktion, Raju Sharma, bezeichnete den Papst als Gesprächspartner, der ernst genommen werden müsse.
An der angekündigten Papstrede im Bundestag wurde unter anderem von Seiten von Bündnis 90/Die Grünen, der SPD und der Linken Kritik geübt. Als Kritikpunkte werden vor allem die Unvereinbarkeit der Papstrede mit der religiösen Neutralität des Staates, die „Mitschuld an der Unterdrückung von Millionen Menschen“ sowie die Diskriminierung u. a. von Frauen und Homosexuellen in der katholischen Kirche und die fehlende Reaktionsmöglichkeit auf die Rede genannt. So kritisierte z. B. Elke Ferner (SPD), dass es „nach der Rede des Papstes keine Gelegenheit zur Aussprache“ gebe. „Normalerweise haben wir im Parlament das Prinzip der Rede und der Gegenrede. Aber hier spricht nur einer, und die Abgeordneten hören schweigend zu. Das hat mit Dialog nichts zu tun.“ Der Präses der Evangelischen Kirche in Deutschland, Nikolaus Schneider, kritisierte die geplante Rede des Papstes vor dem Bundestag ebenfalls. So sei es für ihn unverständlich, dass sich die römisch-katholische Kirche nicht nur als Kirche, sondern auch als Staat begreife. „Unser Verständnis des Amtes und der Kirche unterscheidet sich doch sehr von dem der Katholiken […] Die Kirche als staatliches Organ – das geht gegen unser Bekenntnis.“
Von Bündnis 90/Die Grünen kündigte der Bundestagsabgeordnete Christian Ströbele an, den Plenarsaal während der Rede Benedikt XVI. zu verlassen. „Unserem Heiligen Vater nehme ich besonders übel, dass er sich in Lateinamerika nicht zu seiner Schuld und der seiner Kirche bekannt hat“. Er sprach sich im Gegensatz dazu für eine Rede des Dalai Lama aus. Auch der parlamentarische Geschäftsführer der Grünen Volker Beck sprach sich gegen die Rede vor dem Bundestag aus, da dieser ein neutraler Ort sei. „Der Papst ist in erster Linie Oberhaupt einer Religionsgemeinschaft und in zweiter Linie Staatsoberhaupt“. Beck erwarte von „Herrn Ratzinger“, dass „er sich bei Themen der deutschen Innenpolitik zurückhält – so wie dies von jedem anderen Staatsoberhaupt ebenso erwartet wird. Er ist als Staatsmann und nicht als Schulmeister in Sachen Familienrecht oder Sexualleben eingeladen“. Hingegen sprach sich die Vorsitzende der grünen Bundestagsfraktion, Renate Künast, dafür aus, neben dem Papst auch anderen Glaubensführern eine Rede vor dem Bundestag zu ermöglichen: „Der Papst ist eingeladen, das ist in Ordnung so. Da gehen wir hin, und zwar respektvoll.“ Dietmar Bartsch, der stellvertretende Vorsitzende der Fraktion Die Linke im Bundestag äußerte sich positiv: „Wenn George Bush geredet hat, dann darf auch der Papst reden.“
Am 25. Juni 2011 meldete die Rheinische Post, dass einige Mitglieder der SPD an der Papstrede nicht teilnehmen werden. Dazu liegt der Zeitung ein Entwurf des Abgeordneten und Laizisten Rolf Schwanitz vor. Nach diesem trage der Papst eine Mitschuld „an der bisher global nicht gestoppten Aids-Epidemie sowie an der Unterdrückung, Ausbeutung und Stigmatisierung von Millionen Menschen“, die Rede sei mit dem Prinzip der religiösen Neutralität nicht vereinbar. Der Bundestag sei „weder ein Ort der religiösen Missionierung noch eine Kirche“. Deshalb hoffe er, dass ein Drittel der SPD-Fraktion die Papstrede boykottiere. SPD-Fraktionsgeschäftsführer Thomas Oppermann stellte dem entgegen, dass der Papst keinen Gottesdienst halte, sondern zu aktuellen weltpolitischen Fragen spreche. Schwanitz selbst widersprach der Darstellung einiger Zeitungen, er habe zum „Boykott“ der Papstrede aufgerufen; vielmehr sei er der Meinung, „dass es in der freien Entscheidung jedes einzelnen Abgeordneten selbst liegt, ob er bei der Rede des Papstes anwesend ist, oder nicht“. Nach Informationen der Leipziger Volkszeitung wolle die SPD-Fraktionsführung mit der gezielten Einladung ehemaliger Bundestagsabgeordneter die Plätze von Parlamentariern, die der Sitzung aus Protest fernbleiben, auffüllen, um den Eindruck des sichtbaren Protestes zu kaschieren. Bei der Bundestagsfraktion der Grünen werden freibleibende Plätze dagegen nicht aufgefüllt.
Auch viele Mitglieder der Linksfraktion kündigten an, während der Rede Ratzingers demonstrativ dem Plenarsaal fernzubleiben. So sagte der religionspolitische Sprecher der Linkspartei, Raju Sharma, er rechne damit, dass die Hälfte der Fraktion der Linkspartei während der Papstrede dem Bundestag fernbleiben werde. Dies wurde durch die stellvertretende Fraktionsvorsitzende Petra Sitte bestätigt. Demnach werde circa die halbe Fraktion der Rede beiwohnen, während die andere Hälfte an einer Gegendemonstration teilnehme. Insgesamt kündigten bis Mitte September über 100 Bundestagsabgeordnete aus den Reihen der Linkspartei, SPD und Grünen an, der Papstrede im Bundestag fernzubleiben, weil sie seinen Auftritt für unvereinbar mit der religiösen Neutralität des Staates hielten.
Dafür wurde insbesondere die Linke von mehreren Politikern hauptsächlich der Union zum Teil scharf kritisiert. So bezeichnete Thomas Goppel, der Sprecher der ChristSozialen Katholiken in der CSU, die Linken-Abgeordnete als „politische Rüpel“ und „Ideologen“, während sein Parteifreund Norbert Geis in dem Papst-Boykott ein „deutliches Zeichen“ dafür sieht, „dass die Kommunisten noch nicht in der Demokratie angekommen sind“. Für den Generalsekretär der CSU, Alexander Dobrindt, ist der Boykott „nicht nur eine bodenlose Respektlosigkeit gegenüber dem Papst, sondern auch zutiefst undemokratisch und intolerant“. Der Sprecher des Arbeitskreises Engagierter Katholiken der CDU, Martin Lohmann, dagegen sieht die Abgeordneten der Linkspartei durch die „Botschaft der Wahrheit und Klarheit“ des Papstes als eklatant überfordert an. Bundesinnenminister Hans-Peter Friedrich (CSU) bezeichnete den Boykott als „eine Mischung aus Hochmut und Kleingeist, aus Provinzialität und Überheblichkeit“. Weitere Kritik an der Haltung der Linken wurde u. a. von Ilse Aigner (CSU), Gerda Hasselfeldt (CSU), Volker Kauder (CDU), Wolfgang Thierse (SPD) und Hans-Jochen Vogel (SPD) geäußert.
Der Sprecher der Linksfraktion, Hendrik Thalheim, wies diese Kritik zurück. Die Meinungsfreiheit in Deutschland schließe auch Kritik an der Kirche mit ein. Ähnlich sah es Grünen-Chefin Claudia Roth. „Das Recht auf freie Meinungsäußerung darf nicht eingeschränkt werden, wenn ein Staatsoberhaupt nach Deutschland kommt, auch nicht, wenn es der Papst ist.“ SPD-Vorstandsmitglied Sebastian Edathy erklärte im Handelsblatt: „Der Papst ist zwar offizieller Gast des Bundestages, daraus ergibt sich aber keine Pflicht frei gewählter Abgeordneter, seiner Rede beizuwohnen.“ Im gleichen Artikel meldete sich auch Volker Beck zu Wort und erinnerte an die CDU-Politikerin Erika Steinbach. Diese hatte während der Rede des polnischen Historikers und Holocaust-Überlebenden Feliks Tych im Rahmen der Gedenkstunde für die Opfer des Nationalsozialismus den Bundestag verlassen, wobei es keine Kritik der CDU gegeben habe. „Wer dazu geschwiegen hat und jetzt kritisiert, zeigt wes Geistes Kind er ist“, sagte Beck laut Handelsblatt.
In der römisch-katholischen Kirche wurde die Boykottankündigung unterschiedlich aufgenommen. Während Erzbischof Robert Zollitsch es bedauerte, dass ein Teil der Abgeordneten der Rede fernbleiben wolle, bezeichnete Erzbischof Joachim Meisner dies als „ungehörig und blamabel“. Der Boykott sei „so kleinkariert, dass man darüber nur lachen oder weinen kann“, der Umstand, dass derartige Politiker im Bundestag sitzen, „kein Qualitätsmerkmal für diese hehre Vertretung unseres Volkes“. Zugleich wertete er die Proteste gegen die Rede als „rational nicht nachvollziehbare Anti-Papst-Besessenheit“. Bischof Gerhard Ludwig Müller wird mit den Worten „In Deutschland hat jeder auch das Recht auf Dummheiten“ zitiert. Bereits im April hatte Robert Zollitsch, der Vorsitzende der Deutschen Bischofskonferenz, die Abgeordneten aufgefordert, während der angekündigten Rede des Papstes vor dem Bundestag anwesend zu sein. „Die demokratische Grundeinstellung unserer Abgeordneten wird sich an deren Präsenz im Bundestag während der Rede zeigen. Es würde für sich sprechen, wenn jemand aus Protest dieser für unser Land historischen Stunde fern bliebe.“ Zurückhaltender äußerte sich dagegen Karl Lehmann: Zwar kritisierte auch er das Fernbleiben eines Teils der Abgeordneten, rief aber zugleich zur Gelassenheit auf.
Auch aus dem Vatikan kam Kritik. So äußerte Kurienkardinal Walter Brandmüller, das Verhalten der Abgeordneten würde im Ausland „das Bild vom hässlichen Deutschen“ verstärken. Angesichts der Ankündigung mehrerer Abgeordneter, der Rede nicht beizuwohnen, erinnert der Vatikan zudem daran, dass der Papst zu dieser Rede eingeladen wurde. Vatikan-Sprecher Federico Lombardi erklärte zudem, sich eine Rede anzuhören schließe nicht ein, allen Äußerungen beizupflichten. Wer anderer Meinung als der Papst sei, könne diese im Anschluss kundtun.
Das Presseamt des Heiligen Stuhles stellte den Text der Rede im vollständigen Wortlaut zur Verfügung.

### Proteste
Das Treffen des Papstes mit Mitgliedern des Bundesverfassungsgerichtes in Freiburg wurde im Vorfeld von Vertretern der Humanistischen Union kritisiert, da es ihrer Ansicht nach mit dem Neutralitätsgebot des höchsten deutschen Gerichtes in Religionsfragen unvereinbar sei.

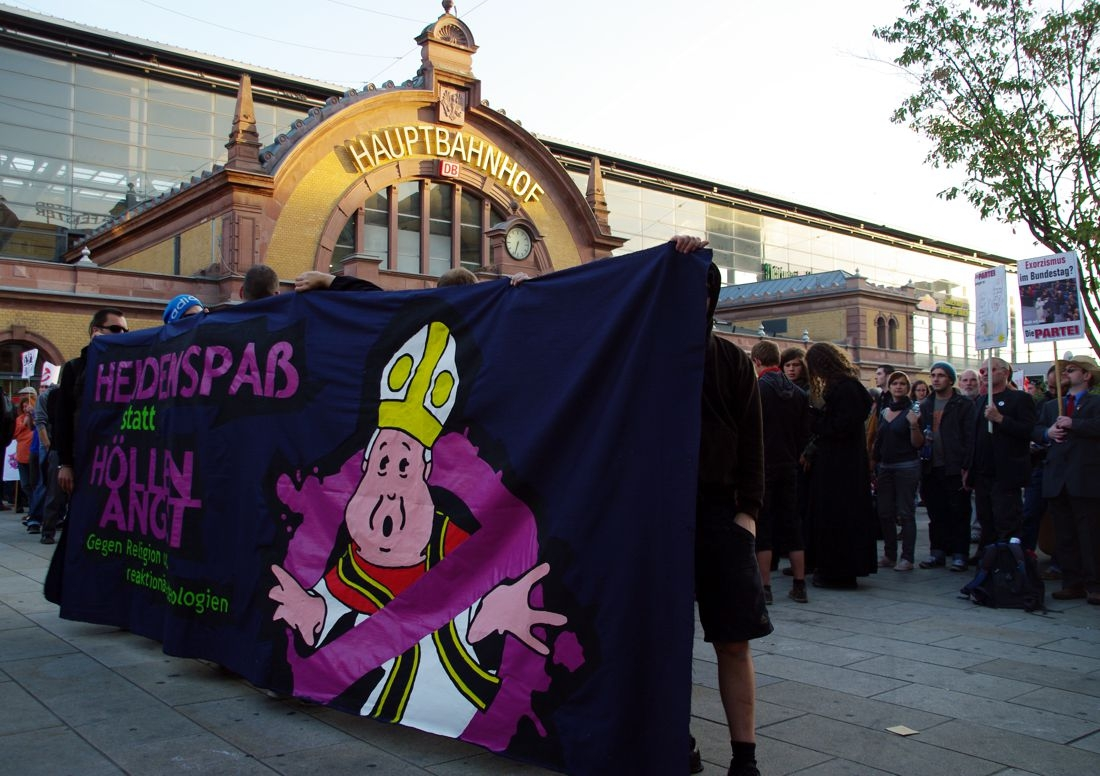
„Heidenspaß statt Höllenangst“ – Das Motto, unter dem die Demonstrationen in Erfurt anlässlich des Papstbesuches standen

Ähnlich wie beim Weltjugendtag 2011 wurde aus Anlass des Papstbesuchs in Deutschland die Gegenbewegung „Der Papst kommt“ gegründet. Dieser gehören über 55 Organisationen aus Politik und Gesellschaft an. Das Bündnis beschloss eine Resolution, die vor allem die Sexualmoral und die Lehre von Mann und Frau der Kirche kritisiert, die von der Protestbewegung als Geschlechter- und Sexualpolitik des Papstes bezeichnet wird. Ihr stimmten im Internet mehrere tausend Personen und diverse Prominente zu.
Berlins Regierender Bürgermeister Klaus Wowereit äußerte Verständnis für die angekündigten Proteste; er verstehe, wenn Bürger „den Papstbesuch benutzen, um darauf aufmerksam zu machen, dass die katholische Kirche mit ihrer Lehre Thesen vertritt, die weit in die zurückliegenden Jahrtausende gehören, aber nicht in die Neuzeit.“ Er heiße die Demonstrationen gut, sofern sie „im friedlichen und demokratischen Rahmen passieren.“ Wowereit betonte, dass er nicht zu Protesten aufrufe, sondern er wolle Benedikt XVI. ein guter Gastgeber sein.
Das Bündnis Der Papst kommt!, bestehend aus über 50 regionalen und überregionalen Gruppen, veranstaltete unter dem Motto „Keine Macht den Dogmen!“ eine Demonstration am 22. September auf dem Potsdamer Platz in Berlin. Der ursprüngliche beabsichtigte Demonstrationsort am Brandenburger Tor wurde verworfen. Zur Demonstration werden bekannte Kritiker der katholischen Kirche, darunter Uta Ranke-Heinemann, erwartet. Ferner ruft netzwerkB (Netzwerk Betroffener von sexualisierter Gewalt) zu einer Demonstration auf dem Pariser Platz auf und fordert vor dem Hintergrund der Missbrauchsskandale in der römisch-katholischen Kirche die Aufhebung der zivil- und strafrechtlichen Verjährungsfristen.
Auch im Besuchsort Erfurt wurden Demonstrationen am 23. und 24. September am Bahnhof und am Anger gegen die Familien- und Frauenpolitik des Papstes unter dem Motto „Heidenspaß statt Höllenangst“ angemeldet. Gegenüber der Presse kritisierte das Bündnis, dass in Thüringen nur acht Prozent Katholiken leben, der Besuch des religiösen Führers der Katholiken aber als gesamtgesellschaftliches Großereignis inszeniert werde.
Ebenso sollte es auch am dritten Veranstaltungsort Freiburg im Breisgau Protestaktionen geben. Ein Bündnis von 23 Gruppen unter dem Namen „Freiburg ohne Papst“ beabsichtigte der Stadt Freiburg kurz vor dem Papstbesuch tausende Unterschriften übergeben, um zu verhindern, dass sich der Papst in das Goldene Buch der Stadt einträgt. Der Oberbürgermeister von Freiburg, Dieter Salomon, nannte den Protest gegen die Eintragung provinziell und beschämend. Zeitgleich zum Papstbesuch veranstaltet die Reformbewegung Wir sind Kirche unter dem Titel „Papst – Macht – Zukunft?“ eine Podiumsdiskussion mit Papstkritikern sowie einen „Gottesdienst für Suchende und Ausgegrenzte“.

### Mediale Rezeption
Ines Pohl, Chefredakteurin der taz, kritisierte die Einladung in den Bundestag. Sie tritt für die Trennung von Kirche und Staat ein und findet es problematisch, dass seit dem 11. September 2001 „den Herrschenden beim Politikmachen religiöse Begründungszusammenhänge so leicht von den Lippen“ kämen. Der Bundestag dürfe daher „sein Rednerpult nicht zur Kanzel werden lassen“.
Arno Widmann, Feuilletonchef der Frankfurter Rundschau, kritisierte in einem Leitartikel die vornehmlich von Kirche und Unionspolitikern geäußerte Kritik daran, dass manche Bundestagsabgeordnete – wie sie öffentlich ankündigten – die Papstrede im Bundestag boykottieren wollten. Solch ein Boykott sei keinesfalls „undemokratisch und intolerant“, sondern das „gute Recht“ der Parlamentarier. Auch sei es nicht „schäbig und primitiv“, sich dem kirchlichen Monopolanspruch zu widersetzen, sondern vielmehr, ihn durchsetzen zu wollen.
Jakob Augstein dagegen forderte in einer Spiegel-Online-Kolumne mehr Respekt für die Kirche und hob die Bedeutung des Papstes und der Kirche für die Ethik hervor: „Es kann nicht schaden, in Rom einen sitzen zu haben, der mit uns über die Conditio humana in einer Zeit spricht, in der wir glauben, uns mit nichts abfinden zu müssen, in der wir für alles vorsorgen wollen und keine Gefahr mehr laufen mögen – und am Ende doch alle sterben.“
Georg Paul Hefty, FAZ, bezeichnete die Rede als ein „Jahrhundertereignis“, und kritisierte, dass unter den Weghörenden viele seien, die ihre eigene Verunsicherung auf den Papst abladen würden, um sich nicht die eigene Hilflosigkeit gegenüber der Welt eingestehen zu müssen.
Für die Süddeutsche Zeitung kommentiert Heribert Prantl: „Doch die Abgeordneten, die sich geweigert haben, Benedikt XVI. im Bundestag zuzuhören, haben ihm nur noch mehr Aufmerksamkeit eingebracht. Er hat sie verdient, weil er eine große und menschliche Rede gehalten hat – in der er sich zu den Grund- und Menschenrechten bekennt.“ Das Bekenntnis zu den Menschenrechten betreffe aber auch die Stellung der Laien und Frauen in der Kirche und die kirchliche Hierarchie, der Papst könne sie innerkirchlich nicht missachten.
Joachim Frank, Berliner Zeitung, meint, der Papst habe seine Kritiker beschämt. Er habe „nicht am säkularen Staat herumgekrittelt, gegen die plurale Gesellschaft polemisiert oder gar Moral gepredigt“. Er habe die kulturhistorische Leistung des Christentums als Integrationsleistung gewürdigt und das nach seiner Ansicht gegebene „Ungenügen einer rein positivistischen Betrachtung der Welt“ auch mit der seines Erachtens diesbezüglich zu würdigenden ökologischen Bewegung begründet. „Durchaus an- und erregende Denkanstöße“ lägen, so der Autor, in der Ergänzung und Interpretation der Würde des Menschen im „Licht einer ‚Ökologie des Menschen‘ und einer ‚Würde der Natur‘“. Zu kritisieren sei aber das Auslassen eines Hinweises auf den „jahrhundertelangen hinhaltenden Widerstand“ seiner Amtsvorgänger gegen Grundrechte und Gewissensfreiheit. Auch die These, das Christentum habe nie aus Offenbarung eine Rechtsordnung auferlegt, sei nicht konsensfähig.
Kritisiert wird der in diesem Zusammenhang vom Papst eingeführte Begriff des Naturrechts als Begründung und Grundlage menschlichen und politischen Handelns:
Richard Kämmerlings, leitender Feuilletonredakteur der Welt, sah in der Rede vor allem die Bekräftigung der katholischen Sexualmoral. Im katholischen Sinne die Natur zu achten hieße, Homosexualität, Abtreibung und Verhütung als „widernatürlich“ anzusehen, schließlich sei das Naturrecht „keine akademische Sache, sondern das Fundament katholischer Morallehre“. Somit habe der Papst bei seiner Rede deutlich gesagt, wo, nach seiner Auffassung, die Freiheit ihre Grenzen haben soll.
Ines Kappert, taz, bezeichnet die Rede als ambitionslos und als inhaltlich nicht überraschend. Warum habe der Papst, so fragt die Autorin, die Chance nicht genutzt, „in verständlichen Worten ernsthaft zu den Leuten zu sprechen? Weil ihm das Event reicht, weil es ihm gar nicht um die Vermittlung von klerikalen Überzeugungen geht, sondern um den Auftritt an prominenten Orten.“ Berechtigt sei es daher, wenn Protestierende eine „Eventisierung der Demokratie“ als Problem bezeichneten.

## Bewertung des Besuchs
Erzbischof Robert Zollitsch sagte, es sei „neuer Schwung“ in die Frage gekommen, „wie ich heute an Gott glauben kann“, räumte aber zugleich ein, der Papst habe die deutschen Katholiken vor Herausforderungen gestellt. Auch sei der Papst nicht gekommen, „um fertige Lösungen zu geben“.
Bischof Franz-Josef Overbeck sagte, der Papstbesuch sei ein „wichtiges und stärkendes Zeichen für die katholische Kirche in Deutschland“ gewesen, die Enttäuschung der Evangelischen Kirche in Hinsicht auf die Ökumene habe an den „zu hohen Erwartungen“ gelegen.
Alois Glück äußerte, „die Behauptung, dass die deutschen Katholiken Rom und dem Papst kritisch gegenüberstehen, ist nun wirklich widerlegt“ und verwies auf den Umstand, dass Zehntausende Gläubige die Messen des Papstes besucht hätten.
Winfried Kretschmann kritisierte dagegen, dass innerkirchliche Kritik „zu schnell als illoyal und ungehorsam hingestellt [werde], statt zu sehen, dass sie aus Sorge erfolgt“, zudem gehe die Kirche auf „argumentativen Gegenprotest“ nicht ein. Auch habe der Papst keine konkreten Lösungsvorschläge für die aktuellen Probleme geliefert.
Katholische Laienorganisationen wie Wir sind Kirche kritisierten den Papstbesuch grundsätzlich. So seien „von diesem Papst keine weiteren Impulse [für die Ökumene] zu erwarten“, außerdem habe die „römische Kirchenleitung [...] in den Jahrzehnten der theologischen Annäherung durch Rechthaberei, Zurückweisungen und offizielle Blockaden jeden Vertrauensvorschuss verspielt“. Deswegen wolle „die große Mehrheit der Gläubigen […] den starren Argumentationen aus Rom einfach nicht mehr folgen.“ Das Programm des Besuches sei „leider kein Programm des Dialoges“ gewesen, sondern habe „sehr deutlich den religiösen, moralischen und auch politischen Machtanspruch“ der Amtskirche gezeigt. Daher sei es für Christen nun „Recht und Pflicht, nicht mehr auf weitere Schritte der Kirchenleitung zu hoffen, sondern dem eigenen Gewissen zu folgen“.
Ähnlich sahen es kirchenkritische Theologen wie Hans Küng und David Berger. Küng sagte in Anspielung auf das Motto des Besuches, das „Wo Gott ist, da ist Zukunft“ lautete, richtig sei viel eher: „Wo dieser Papst ist, da ist Vergangenheit.“ Papst Benedikt XVI. habe ein offenes Ohr und ein „hörendes Herz“ versprochen, stattdessen habe er „mit versteinertem Herz“ auf die Reformanliegen der meisten deutschen Christen reagiert. Dafür habe Deutschland vier Tage Personenkult erlebt. Berger kritisierte insbesondere die Rede im Bundestag als „brandgefährlich“. So habe sich der Papst für das vormoderne Naturrecht ausgesprochen, das jenseits aller demokratischen Meinungsfindung sei. Dabei bilde „das Naturrecht die ideologische Basis für den Vatikan, auf der er auf völkerrechtlichen Konferenzen mit Staaten wie Saudi-Arabien und dem Iran eng zusammen arbeitet, um dort einen Abbau von Frauen, Religionskritiker und Homosexuelle diskriminierenden Gesetzen zu verhindern“.
Auch die evangelische Kirche zeigte sich „ernüchtert“. Bischof Gerhard Ulrich meinte, er hätte sich „zumindest zu konkreten ökumenischen Problemen einige Hinweise gewünscht“. Zudem habe der Aufruf zur „Treue zu Rom“ des Papstes „die unterschiedlichen Kirchenverständnisse zwischen den Konfessionen deutlich“ aufgezeigt.
Starke Kritik kam von Verbänden, die sich für Opfer von sexuellen Missbrauch einsetzen. So seien bei der Auswahl der fünf Missbrauchsopfer, mit denen der Papst sprach, die Verbände nicht berücksichtigt worden, während das Treffen nach dem Muster „Verleugnen, Verschweigen und Vertuschen“ abgelaufen sei. Auch prallten die Opfer an der Kirche ab „wie von einer Wand“.